# Potentilla rimicola
Potentilla rimicola là loài thực vật có hoa trong họ Hoa hồng. Loài này được (Munz & I.M. Johnst.) Ertter miêu tả khoa học đầu tiên năm 1991.